# Canal de Laajasalo
Le canal de Laajasalo (finnois : Laajasalon kanava) ou canal de Degerö (finnois : Degerön kanava) ou encore canal de Klubbnäs (finnois : Klubbnäsin kanava) est un canal sans écluse situé à Helsinki en Finlande.

## Description
Le canal est situé entre Laajasalo et Tammisalo et mène de Tiiliruukinlahti à Reposalmi.
Laajasalo était séparé du continent par le détroit de Klubbnäs qui sera comblé à la fin du XVIIIe siècle.

Plus tard, en 1872–1874, les propriétaires fonciers de Puotila construisent à travers le détroit comblé un canal de 120 mètres de long pour raccourcir leur trajet aquatique vers Helsinki.

Le canal sera rénové en 1885, et dragué en 1895.

La profondeur du canal est de 0,9 mètre.